# Anh Dũng Bội Tinh (Việt Nam Cộng hòa)

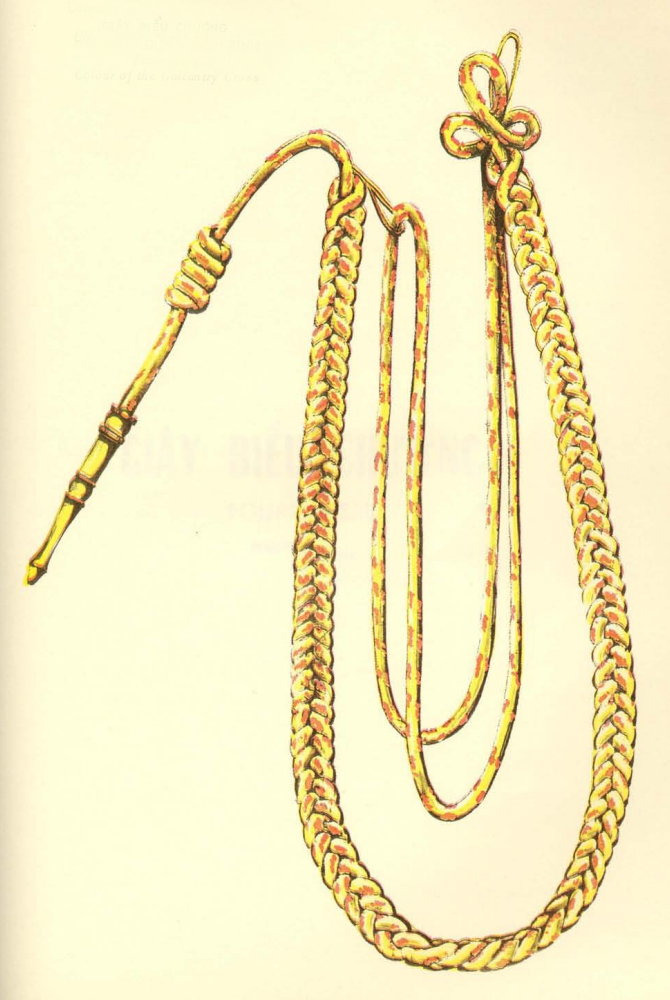
Dây biểu chương

Anh Dũng Bội Tinh Việt Nam Cộng Hòa là một huân chương quân sự của chính quyền Việt Nam Cộng hòa được lập vào ngày 15 tháng 8 năm 1950 và được trao tặng cho quân nhân, dân thường và các đơn vị, tổ chức thuộc Lực lượng vũ trang để ghi nhận những việc làm anh dũng, dũng cảm khi chiến đấu với kẻ thù.
Cá nhân được tặng huân chương, dải băng và bằng khen theo cấp Quân đội, Quân đoàn, Sư đoàn, Lữ đoàn hoặc Trung đoàn. Việt Nam Cộng hòa đã ủy thác cho các thành viên của các đơn vị và tổ chức được truy tặng và đeo huân chương bằng cành cọ và khung (nhưng không có huy chương kèm theo).